# Cratere Charles
Charles è un cratere lunare di 1,34 km situato nella parte nord-occidentale della faccia visibile della Luna.